# نتائج التصوير العارضة
في التصوير الطبي أو البحثي، النتائج العارضة (تعرف أيضًا بـ «الورم التصادفي» هي نتائج غير متوقعة لا ترتبط باستقصاء التشخيص الأصلي. كما هو الحال في الأنواع الأخرى من النتائج العارضة، قد تمثل معضلة تشخيصية وأخلاقية وفلسفية لأن أهميتها غير واضحة. قد تقود هذه النتائج التصادفية إلى تشخيصات مفيدة («ضربة حظ»)، في حين يؤدي بعضها الآخر إلى المبالغة في التشخيص وبالتالي إخضاع المريض لاختبارات وعلاجات غير ضرورية، أي «تأثير الشلال».
تعتبر النتائج العارضة أمرًا شائعًا في التصوير. على سبيل المثال، تظهر نتائج عارضة في واحد من كل 3 إجراءات تصوير قلب بالرنين المغناطيسي. تعد النسبة مماثلة في تصوير الصدر المقطعي المحوسب (حوالي 30%).
مع تزايد استخدام التصوير الطبي، يُتوقع أن يزيد احتمال إيجاد نتائج عارضة.

## الغدة الكظرية
يعتبر ظهور كتل كظرية عارضة في التصوير أمرًا شائعًا (0.6 إلى 1.3% من اختبارات تصوير البطن المقطعي المحوسب). يشمل التشخيص التفريقي الورم الغدي، والورم الشحمي النقوي، والكيسة، والورم الشحمي، وورم القواتم، وسرطان الكظر، والورم الانبثاثي (نقيلي)، وفرط التنسج، والسل. يمكن تمييز بعض هذه الآفات بسهولة من خلال مظهرها الشعاعي، ولكن يصعب التمييز بين الورم الغدي الحميد والسرطان أو النقائل في أغلب الأحيان. بالتالي، طُورت الإرشادات السريرية لتساعد في التشخيص واتخاذ القرار. على الرغم من أن الورم التصادفي الكظري شائع، يكون حميدًا في أغلب الحالات، وتقدر نسبة الأورام السرطانية بـ 1% من مجمل الأورام التصادفية الكظرية.
يعد حجم الكتلة ومظهرها الشعاعي أول ما يؤخذ بعين الاعتبار. يوصى باستئصال الكتل الكظرية المشبوهة أو التي يزيد حجمها عن 4 سم استئصالًا تامًا. قد يوصى أيضًا باستئصال الكتل الكظرية التي يقل حجمها عن 4 سم إذا أبدت نشاطًا هرمونيًا، عدا عن ذلك يوصى بوضعها تحت المراقبة. يجب إجراء تقييم هرموني لجميع الكتل الكظرية. يشمل التقييم الهرموني:
- فحص التثبيط بالديكساميثازون 1 ملغ ليوم كامل.
- عينة بول 24 ساعة لقياس الميتانفرينات والكاتيكولامينات المجزأة.
- تركيز الألدوستيرون في بلازما الدم وفعالية الرينين في البلازما، في حال وجود ارتفاع ضغط.

في التصوير المقطعي المحوسب، تظهر الأورام الغدية الحميدة عادةً بكثافة شعاعية منخفضة (بسبب محتواها الدهني). يعتبر وجود كثافة شعاعية مساوية أو أقل من 10 وحدات هاونزفيلد (إتش يو) مشخصًا للورم الغدي. يظهر الورم الغدي أيضًا انغسالًا سريعًا لمادة التباين (ينغسل 50% أو أكثر من وسيط التباين خلال 10 دقائق). إذا أبدى التقييم الهرموني نتيجة سلبية وأشار التصوير إلى كون الآفة حميدة، يمكن النظر في المتابعة. يوصى غالبًا بالتصوير بعد 6، 12، و24 شهرًا وإعادة التقييم الهرموني سنويًا لمدة أربع سنوات، لكن يتواجد جدل حول مقدار الفائدة والضرر الناتجين عن هذا الفحص، إذ تتواجد نسبة عالية من الإيجابية الكاذبة لاحقًا (نحو 50:1)، ويعد معدل الإصابة بالسرطان الكظري منخفضًا عمومًا.

## الدماغ
بينت سلسلة من عمليات تشريح الجثث أن الورم النخامي التصادفي قد يكون شائعًا. قُدر أن حوالي 10% من البالغين يضمرون آفات داخلية من الناحية الصماوية. في سياق مواجهة مثل هذه الآفات، يوصى بالمراقبة طويلة الأمد. بالإضافة إلى ذلك، يجب إجراء اختبار أساسي للوظيفة الهرمونية للغدة النخامية، ويشمل ذلك قياس المستويات المصلية للهرمون منبه الدرقية، والبرولاكتين، وعامل النمو شبيه الانسولين 1 (كاختبار فعالية هرمون النمو)، والوظيفة الكظرية (أي قياس الكورتيزول في بول 24 ساعة، واختبار التثبيط بالديكساميثازون)، والتستوستيرون لدى الرجال، والإستراديول لدى النساء بعد الضهي.